# 쓰키즈촌
쓰키즈촌(月津村)은 이시카와현 에누마군에 존재했던 촌이다.

## 지리
- 현재의 고마쓰시 서부 및 가가시 북동부. 시바야마가타를 둘러싸고 있는 형태의 마을이었다. 현재의 호쿠리쿠본선 아와즈역 서쪽에서 가타야마즈 온천 북쪽 부근에 위치하며, 거의 평탄한 지형이다.
- 농업 외에도 시바야마 갯벌에서 어업이 이루어지고 있었다.

## 역사
- 1889년 4월 1일 - 정촌제 시행에 의해 5개 촌의 구역을 가지고 성립하였다.
- 1955년 4월 1일 - 오아자 시바야마는 가타야마즈정에, 잔부의 5개 오아자는 고마쓰시에 편입되었다.